# Lega Nazionale Professionisti
La Lega Nazionale Professionisti (LNP), detta anche Lega Calcio, fu l'organismo associativo che gestì i più importanti tornei professionistici del calcio italiano di club nel secondo dopoguerra fino al 2010.
Fondata il 16 maggio 1946 a Rapallo, organizzò per 64 stagioni i tornei di serie A e B, la Coppa Italia e la Supercoppa e, a livello giovanile, il campionato Primavera, la Coppa Italia Primavera e la Supercoppa Primavera.
Il 30 giugno 2010 si sciolse per dare vita a due leghe distinte per categoria, la LNP Serie A (che ha ereditato la gestione di Coppa Italia e Supercoppa) e la LNP Serie B.

## Storia

### Origini della Lega nazionale
Dopo un'annata in cui il campionato ebbe una formula straordinaria, suddiviso fra Nord e Centro-Sud, a causa delle distruzioni belliche, nel 1946 la Federazione programmò il ritorno ad una regolare attività agonistica ripristinando l'elezione democratica dei rappresentanti federali.
Disciolto il Direttorio Divisioni Superiori nel 1945, i presidenti delle maggiori società italiane decisero di sostituirlo con due nuovi organismi che avrebbero dato vita solo per la stagione 1945-46 ad un campionato di transizione: la Lega Nazionale Alta Italia e la Lega Nazionale Centro-Sud.
La Lega Nazionale nacque la stagione successiva a Rapallo, fra il 14 e il 16 maggio 1946, quando i delegati ivi riunitisi si diedero una costituente e nominarono fra di essi un presidente e due vicepresidenti. Diversamente dal Direttorio, anche la Lega Nazionale avrebbe infatti dovuta essere una struttura democratica e comandata dal basso dalle società stesse. Si aprivano però così problemi di coordinamento e di competenze con la FIGC, che non mancheranno di manifestarsi negli anni successivi.

### Le prime polemiche
Nell'agosto del 1958 il presidente del CONI, Giulio Onesti, accusò gli allora presidenti di Inter (Angelo Moratti), Juventus (Umberto Agnelli), e Milan (Andrea Rizzoli), di spendere troppo per il calcio. La Lega subì di conseguenza un periodo di caos che sfociò nel commissariamento, terminato il quale l'allora commissario Pasquale venne eletto dai membri come Presidente.
Alla fine del commissariamento con l'inizio del professionismo "reale", non più fittizio quale quello stabilito dalla Carta di Viareggio, i giocatori di Serie A e Serie B firmano all'inizio della stagione 1959-60 la dichiarazione di giocatore professionista. I giocatori che non firmano la dichiarazione non possono stipulare un contratto professionistico e disputare i massimi campionati nazionali. Anche la Lega Nazionale cambia di conseguenza e si trasforma in Lega Nazionale Professionisti.

### Il marchio Lega Calcio
Il marchio "Lega Calcio" nacque nel giugno 1996 e debuttò con la stagione sportiva seguente, durante la presidenza dell'avvocato Luciano Nizzola, in occasione del cinquantesimo anniversario dalla fondazione della LNP. Tuttavia la denominazione ufficiale Lega Nazionale Professionisti continuò ad essere quella trascritta su tutti gli almanacchi e gli annuari editi dalla FIGC, e rimase immutata fino alla scissione nel 2010.

### La scissione
Nel maggio 2009, alcune tra le società economicamente più potenti hanno minacciato la Serie cadetta di una possibile scissione delle due categorie in due leghe separate. Ciò ha portato alla mancata elezione del successore di Antonio Matarrese alla presidenza. La Lega è stata nuovamente commissariata dal presidente FIGC Giancarlo Abete. Sotto il commissariamento, durato alcuni mesi, è stato trovato l'accordo tra le società per la separazione della Lega Nazionale Professionisti in due organi indipendenti a partire dalla stagione 2010-11. Maurizio Beretta, già designato per presiedere la nuova Lega Serie A, è stato eletto nel settembre 2009 come nuovo e ultimo presidente della Lega Nazionale Professionisti, ponendo fine al commissariamento.

## Presidenti

### Lega Nord
- 1921-1924 Ulisse Baruffini
- 1924-1926 Enrico Olivetti

### Direttorio Divisioni Superiori
- 1926-1927 Ulisse Baruffini
- 1927-1934 Ottorino Barassi
- 1934-1936 Rodolfo Vecchini
- 1936-1940 Guido Cavalli
- 1940-1943 Federico Sani[2]

### Lega Nazionale Alta Italia
- 1945-1946 Piero Pedroni

### Lega Nazionale Professionisti
- 1946-1950 Piero Pedroni
- 1950-1958 Saverio Giulini
- 1958-1962 Giuseppe Pasquale
- 1962-1964 Giorgio Perlasca
- 1964-1965 Artemio Franchi
- 1965-1973 Aldo Stacchi
- 1973-1976 Franco Carraro
- 1976-1977 Antonio Griffi
- 1977-1978 Franco Carraro (commissario straordinario)
- 1978-1981 Renzo Righetti
- 1982-1987 Antonio Matarrese
- 1987-1996 Luciano Nizzola
- 1997-2001 Franco Carraro
- 2002-2006 Adriano Galliani
- 2006-2009 Antonio Matarrese
- 2009 Giancarlo Abete (commissario straordinario)
- 2009-2010 Maurizio Beretta

## Organico
- 1946-1947: le migliori 80 società calcistiche italiane
- 1947-1948: le migliori 75 società calcistiche italiane
- 1948-1950: le migliori 124 società calcistiche italiane
- 1950-1951: le migliori 120 società calcistiche italiane
- 1951-1952: le migliori 112 società calcistiche italiane
- 1952-1958: le migliori 54 società calcistiche italiane
- 1958-1959: le migliori 77 società calcistiche italiane
- 1959-1967: le migliori 38 società calcistiche italiane
- 1967-1968: le migliori 37 società calcistiche italiane
- 1968-1988: le migliori 36 società calcistiche italiane
- 1988-2003: le migliori 38 società calcistiche italiane
- 2003-2010: le migliori 42 società calcistiche italiane

## Pallone
Dalla stagione 2007-2008 in tutte le partite organizzate dalla Lega Calcio fu utilizzato un pallone unico fornito dalla Nike, così come accadeva nella Premier League e nella Primera División. L'istituzione del pallone ufficiale è stata successivamente ripresa, in perfetta continuità, dalla Lega Serie A e dalla Lega Serie B.